# کلر مسود
کلر مسود (زادهٔ ۱۹۹۶ میلادی) یک رمان‌نویس، استاد ادبیات و آموزگار نویسندگی خلاق اهل آمریکا است. شهرت او بیشتر برای رمان کودکان امپراتور است که در سال ۲۰۰۶ منتشر شد.
کلر مسود در ایالت کنتیکت به دنیا آمد و کودکی‌اش را در ایالات متحده، کانادا و استرالیا گذراند و در نوجوانی به آمریکا بازگشت. او یک دورگهٔ کانادایی-الجزایری است. تحصیلاتش را در مدارس دانشگاه تورنتو و آکادمی میلتون انجام داد و برای گذراندن دوره‌های لیسانس و فوق لیسانس راهی دانشگاه ییل و بعد کمبریج شد. مسود در آنجا با همسرش جمیز وود آشنا شد.
کارهای او توانست جوایزی مانند جایزهٔ ادیسون متکالف و اشتراوس لیوینگ را کسب کند.